# Barberino di Mugello

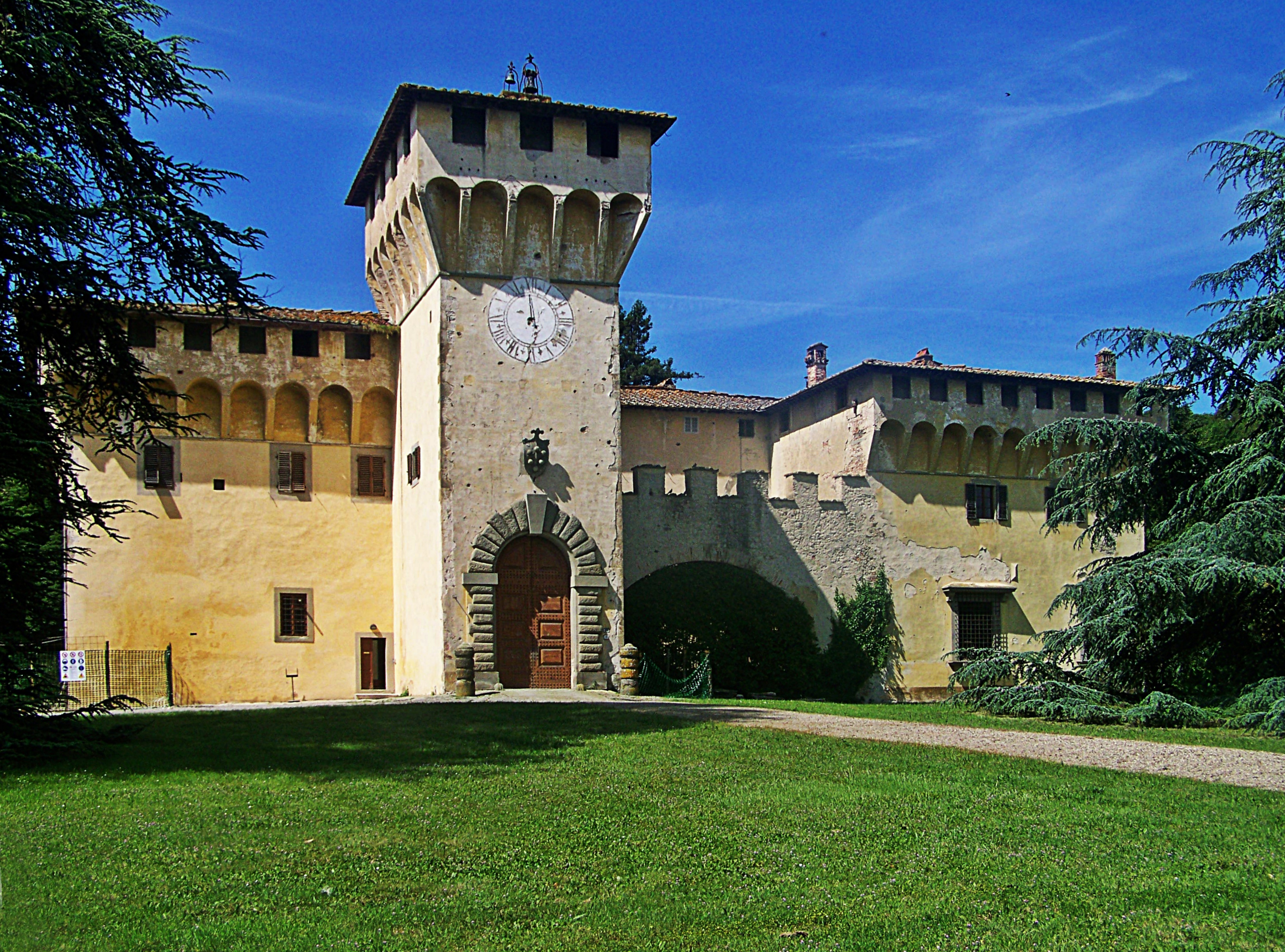
Villa medicea de Cafaggiolo

Barberino di Mugello es un municipio de la ciudad metropolitana de Florencia, Italia. Tiene una población estimada, a fines de diciembre de 2021, de 10 884 habitantes.
En el municipio está situada la villa medicea de Caffaggiolo, desde 2013 en la lista del Patrimonio de la Humanidad de la UNESCO.

## Geografía física
- Clasificación sísmica: zona 2 (medio-alta), Ordinanza PCM 3274 del 20/03/2003
- Clasificación climática: zona E, 2178 GG
- Difusividad atmosférica: media, Ibimet CNR 2002

## Monumentos y lugares de interés

### Arquitectura religiosa
- Iglesia de Santa Lucía.
- Iglesia de Santa María de Collebarucci.
- Pieve di Santa Reparata de Pimonte.
- Iglesia de Santa María de Campiano.
- Iglesia de San Miguel de Montecarelli.
- Iglesia de San Lorenzo, en 1386 fue dirigido por Ubaldini de Galliano. En 1903 llegó como párroco Don Alessandro, que el 16 de junio de 1935 había comenzado la construcción de la iglesia de la Inmaculada. La iglesia de San Lorenzo de las Cruces, que posee una de torre campanario, fue unida en 1935 a la iglesia de San Miguel de Cintoia, alejada de ella alrededor de un kilómetro.
- Iglesia de San Andrés de Camoggiano, que data de la segunda mitad del siglo XV. El edificio revela una alta calidad arquitectónica, sobre todo en un pequeño balcón de la fachada, de piedra y yeso blanco, con evidentes referencias al de la Capilla Pazzi en Florencia.
- Iglesia de Santa María de Vigésimo, monasterio construido en 1074 por los vallombrosani, pero gran parte de la ordenación actual data del siglo XVIII. La iglesia tiene una rica fachada barroca tardía.
- Pieve de San Silvestre. La parroquia está documentada a fines de 1353.
- Iglesia de San Jacobo y María. En 1516 la parroquia de Santa Maria de Latera desapareció y se trasladó a San Jacobo de Cavallina, construida un siglo antes por la familia Giugni, asumiendo el título de parroquia de San Jacobo y María.
- Pieve de San Bartolomé (Barberino di Mugello), de origen antiquísimo, tenía el patrocinio de Ubaldini de Galliano. El edificio actual data de 1845 - 1847.
- Pieve de San Gavino Adimari. La iglesia ya aparece documentada en 1038.
- Pieve de San Giovanni e Petroio. Documentada en 1078, la iglesia está directamente gestionada por el obispo de Florencia.
- Iglesia de San Stefano Rezzano. La parroquia fue suprimida en 1545 y unida a la de San Miguel Cintoia, que en 1935 fue suprimida, a su vez, y se unió a la Iglesia de San Lorenzo de la Cruz.

### Arquitectura civil

#### Villas
- Villa Torre Palagio, en calle Torracchione 8, en Cavallina.
- Villa Le Maschere, en la localidad Le Maschere.
- Villa de Cafaggiolo, una de las villas mediceas que el 23 de junio de 2013, en la XXXVII Sesión del Comité para el Patrimonio de la Humanidad, reunida en Phnom Penh, fue inscrita en la Lista del Patrimonio de la Humanidad con el nombre de «Villas y jardines Medici en Toscana».[4]

#### Teatro
- Teatro Municipal de Barberino di Mugello.

#### Otros
- Presa de Bilancino.
- Tabernáculo de Castelluccio.

### Arquitectura militar
- Castillo de Villanova.

## Sociedad

### Demografía
Evolución demográfica desde 1861.
| Gráfica de evolución demográfica de Barberino di Mugello entre 1861 y 2021 |
|                                                                            |
| Fuente ISTAT - elaboración gráfica de Wikipedia                            |

## Amministración
- Alcalde: Giampiero Mongatthi (centro izquierda) desde el 26/05/2004
- Prefijo del distrito: 055 84771

## Ciudades hermanadas
Barberino di Mugello está hermanada con:
- Betton,  Francia
- Laurenzana,  Italia
- Yreifia, en Campos de Refugiados de provincia de Tinduf (Argelia)   República Árabe Saharaui Democrática
- Torrelodones,  España

## Deportes
La ciudad fue elegida como sede de la 8 ª etapa del Giro de Italia 2007 (Barberino di Mugello-Fiorano Modenese, 200 km). 
- Baloncesto 1992
- Polideportiva Mugello 88